# Кулі гніву
«Кулі гніву» (англ. Balls of Fury) — комедійний фільм про обдарованого тенісиста Ренді Дайтона, який терпить фіаско на міжнародній арені і кидає заняття пінг-понгом. Шанс повернутися до минулої слави надає агент ФБР, що відправляє Ренді на підпільний турнір, що проводиться під егідою кримінального авторитету Фенг. Пародія на фільм «Смертельна битва», екранізацію гри Mortal Kombat.

## Зміст
Ренді Дайтона – обдарований гравець у пінг-понг, що зганьбився на світовій арені і вимушений заробляти виступами у лас-вегаському шоу. Та шанс на повернення у світ великого спорту йому надає ЦРУ. Треба тільки взяти участь у підпільному турнірі, який проводить у себе в маєтку кримінальний авторитет Фанґ – відомий душогуб й ентузіаст настільного тенісу.

### Початок
Юний Ренді Дайтона ось-ось стане переможцем на Олімпіаді 1988. Все, що йому залишилося - це обіграти німецького спортсмена. Однак йому це не вдається зробити, оскільки під час гри він спотикається об огорожу і падає. Після цього він виявився не в змозі продовжувати гру. Словами «Я їду в Діснейленд» закінчується його юнацька кар'єра, і він з ганьбою покидає пінг-понг. В цей же час вбивають батька Ренді, який поставив велику суму грошей на свого сина, тим самим заборгувавши грошей якомусь містерові Фенг.

### Що впала зірка
Після своєї ганебної поразки Ренді Дайтона закинув гру в настільний теніс і почав підробляти в кабаре. Проте після кількох років роботи в кабаре Ренді звільняють через те, що він довів відвідувача до інфаркту. Але незабаром після новини про звільнення до нього звертається агент ФБР Ерні Родрігес. Він попросив Ренді допомогти в його завданні, в якому він повинен був потрапити на закритий турнір з пінг-понгу, організований містером Фенгом, які вбили батька Ренді. Для цього вони вирушили на змагання з лідерства в штаті, щоб отримати запрошення у вигляді золотої ракетки, однак це змагання він програв, і вони звертаються до старого вчителя з пінг-понгу по імені Вонг.

### Навчання
Прийшовши до вчителя Вонг, Ренді здався йому безнадійним гравцем, однак після невеликої бесіди той погоджується його вчити, з умовою що він візьме удачу, ракетку і 300 доларів. Наступного дня Ренді дізнається, що його буде тренувати симпатична китаянка по імені Меггі (племінниця вчителя Вонга), яка відмінно грає в пінг -понг. Навчати Ренді стануть на дерев'яних ложках, а також змусять мухобойкой відбиватися від бджіл. Після болісних тренувань Вонг вважає, що Дайтоні пора битиметься з «драконом» - найстрашнішим гравцем в пінг -понг у всьому китайському районі.

## Ролі
| Актор               | Роль                             |
| ------------------- | -------------------------------- |
| Ден Фоґлер          | Ренді                            |
| Крістофер Вокен     | Фенг                             |
| Джордж Лопес        | Родрігес спецагент ФБР           |
| Меггі К'ю           | Меггі племінниця Вонга           |
| Джеймс Хонг         | майстер Вонг                     |
| Террі Крюс          | Фредді Вілсон                    |
| Роберт Патрік       | сержант Піт Дайтона батько Ренді |
| Дидрих Бадер        | Гері куртизан                    |
| Айша Тайлер         | Махогані                         |
| Томас Леннон        | Карл Вольфсштаг                  |
| Кері-Хіроюкі Тагава | таємнича азійська людина         |
| Бретт Дельбуоно     | Ренді у віці 12 років            |
| Джейсон Скотт Лі    | Суї Фу                           |
| Тобі Хасс           | садівник                         |
| Девід Кокнер        | Рик директор кабаре              |
| Петтон Освальт      | «Кувалда»                        |
| Джим Раш            | Текі                             |
| Девід Провал        | бос мафії                        |
| Масі Ока            | Джефф «керуючий» туалетом        |